# Margarita Bender
Margarita Bender von Seidlitz (2 de abril de 1929) es una extenista chilena, una de las más destacadas en la era aficionada, junto con Anita Lizana, María Tort, Alicia Heegewaldt y Carmen Ibarra, participantes en torneos de Grand Slam. Es esposa del extenista ecuatoriano Eduardo Zuleta.
Fue jugadora del equipo chileno de Copa Fed en su debut en el torneo, en 1968 con Michelle Boulle, y ha sido la más veterana en competir por este con 39 años y 49 días. De sus partidos en este torneo, cayó en dos.